# Jurong Teungoh
Jurong Teungoh is een bestuurslaag in het regentschap Pidie Jaya van de provincie Atjeh, Indonesië. Jurong Teungoh telt 1116 inwoners (volkstelling 2010).